# Malte Voigt
Malte Voigt (* 17. Januar 1993 in Husum) ist ein deutscher Handballspieler, der zuletzt für den Drittligisten TSV Altenholz spielte.

## Karriere
Voigt begann das Handballspielen beim Bredstedter TSV. Im Jahr 2007 schloss sich der Linksaußenspieler der SG Flensburg-Handewitt an. Anfangs spielte Voigt in den Jugendmannschaften der SG Flensburg-Handewitt, mit dessen B-Jugend er im Jahr 2009 die deutsche Meisterschaft gewann. Ab der Saison 2011/12 gehörte Voigt dem Kader der Bundesligamannschaft der SG an, mit der er 2012 den Europapokal der Pokalsieger gewann. Zur Saison 2013/14 wechselte er zum SV Henstedt-Ulzburg. Nach nur einem halben Jahr schloss er im Februar 2014 einen Spielervertrag mit dem Kieler Vorortverein TSV Altenholz ab. Im Februar 2020 wechselte er zum Bundesligisten TSG Friesenheim. Nach dem Saisonende 2019/20 kehrte er wieder zum TSV Altenholz zurück. Ab Dezember 2020 war er zusätzlich per Zweitspielrecht für den Bundesligisten THW Kiel spielberechtigt. Nachdem die beiden Kieler Stamm-Linksaußen Rune Dahmke und Magnus Landin Jacobsen ausgefallen waren, wurde Voigt am 23. Dezember beim Spitzenspiel gegen die Rhein-Neckar Löwen eingesetzt und warf sieben Tore beim 32:27-Sieg. Sechs Tage später gewann er mit dem THW die EHF Champions League. Im Februar 2021 erhielt er beim THW Kiel einen Vertrag. Mit dem THW Kiel gewann er 2021 die deutsche Meisterschaft. Anschließend kehrte er zum TSV Altenholz zurück. Im Oktober 2022 wurde Voigt nach den erneuten Ausfällen von Dahmke und Landin vom THW für vier Wochen verpflichtet. Später kehrte Voigt wieder zum TSV Altenholz zurück, den er nach der Saison 2024/25 verließ.